# Agriastis
Anacampsis là một chi bướm đêm thuộc họ Gelechiidae.

## Hình ảnh

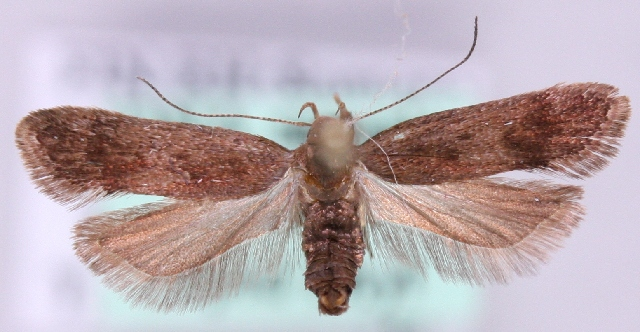
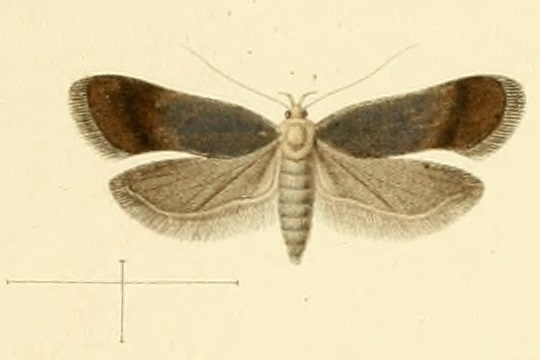
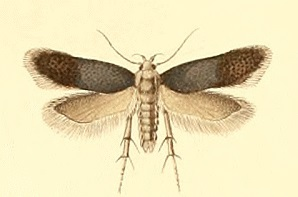